# تپه شاه بربر
تپه شاه بربر مربوط به دوره ساسانیان است و در شهرستان قیروکارزین، بخش کازرین، روستای ده به واقع شده و این اثر در تاریخ ۲۵ اسفند ۱۳۷۹ با شمارهٔ ثبت ۳۲۸۰ به‌عنوان یکی از آثار ملی ایران به ثبت رسیده است.